# Malcolm Arnold
Malcolm Henry Arnold (Northampton, 21 de octubre de 1921-Norwich, 23 de septiembre de 2006) fue un compositor británico, uno de los más importantes de la segunda mitad de la música del siglo XX. Comenzó su carrera como trompetista profesional, pero alrededor de los treinta años decidió dedicarse exclusivamente a la composición. Compuso más de quinientas obras, tanto música clásica como documental y cinematográfica (obteniendo, en 1957, un Óscar a la mejor banda sonora por El Puente sobre el Río Kwai).
Fue uno de los compositores ingleses más polémicos del siglo XX, debido a un estilo neorromántico y neoclásico que ya había sido prácticamente relegado al pasado y a sus consiguientes roces con la crítica especializada. Le concedieron el título de Comendador de la Orden del Imperio Británico.

## Biografía

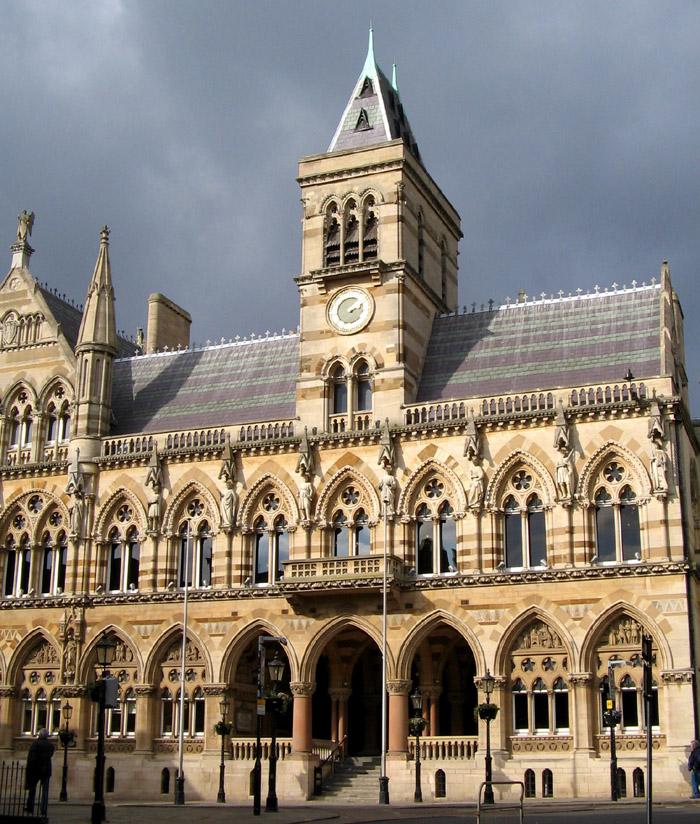
El Guildhall de Northampton, ciudad natal de Arnold.

Malcolm Arnold nació en Northampton el 21 de octubre de 1921, en una familia acomodada: su padre dirigía una próspera factoría de calzado. Era el menor de cinco hermanos, y mantuvo una relación especialmente estrecha con su hermana mayor, Ruth, mujer de convicciones feministas que le transmitió su pasión por la música. Tras comenzar a estudiar música en su localidad natal, gracias a la tradición musical familiar (su abuelo era maestro de capilla de la iglesia de Northampton), e impulsado por el impacto que le produjo escuchar en directo a Louis Armstrong en Bournemouth con doce años, estudió trompeta con Ernest Hall, uno de los trompetistas más importantes de la época y miembro de la Orquesta Sinfónica de la BBC, y composición con Gordon Jacob en el Royal College of Music de Londres. Su estancia en dicha institución fue un tanto pasajera.

### De la interpretación a la composición
En 1941, a la temprana edad de veinte años, contrajo matrimonio con Sheila Nicholson. En julio de ese mismo año ingresó en la Orquesta Filarmónica de Londres como segundo trompeta, pasando en 1943 al puesto de trompeta principal. Durante la Segunda Guerra Mundial, en consonancia con otros compositores pacifistas de la época, se declaró objetor de conciencia y no se alistó en el ejército. La muerte de un hermano en batalla y las presiones externas le empujaron a alistarse como voluntario en 1944. La perspectiva de la guerra le produjo tal rechazo que, al poco tiempo, se pegó un tiro en un pie, provocándose una grave lesión gracias a la cual pudo dejar el frente. A su vuelta de la guerra, entre 1945 y 1946, permaneció en la Orquesta Sinfónica de la BBC como trompeta segundo junto a Ernest Hall, volviendo después a la Orquesta Filarmónica de Londres, donde permanecería hasta 1948.
Su estancia en la orquesta le proporcionó un excelente conocimiento de sus características y de las tesituras y personalidades de los diferentes instrumentos. Durante esta etapa participó en el estreno de obras de George Gershwin o Béla Bartók, además de en la interpretación y grabación de todas las sinfonías de Gustav Mahler, bajo la batuta de los directores más importantes de la época, como Anatole Fistoulari o Leonard Bernstein en el caso de la Quinta Sinfonía de Chaikovski. Todo ello desarrolló sus dotes de orquestador, faceta en la que destacaría posteriormente.
El prestigio de Malcolm Arnold como trompetista era notorio, convirtiéndose rápidamente en uno de los más importantes instrumentistas de viento ingleses de la época. Sin embargo, sus inquietudes se encontraban, principalmente, en el campo de la composición. Su carta de presentación como compositor fue su obertura Beckus the Dandipratt en 1943, de la que existe una grabación de la Orquesta Filarmónica de Londres en la que interviene el propio compositor como trompetista. A esta obra se sumaron algunas piezas de cámara que, durante esta etapa, compuso para diferentes amigos de la orquesta. El abandono de la orquesta en 1948 supuso también el abandono de su actividad como intérprete y su dedicación exclusiva a la composición.

### Años de crisis
Fruto de su matrimonio fueron dos hijos, Katherine y Robert. Su carácter autodestructivo (con 20 años le fue diagnosticada una esquizofrenia) y su propensión al alcoholismo, unidos al efecto devastador que en él provocaban las críticas cada vez más adversas a su obra, terminaron por destrozar el matrimonio, divorciándose en 1965 para volver a casarse apresuradamente el mismo año tras dejar embarazada a la que sería su segunda esposa. 
Tras su época dorada, que comprende los años 1950 y los 1960, la crítica comenzó a despreciar la música de Malcolm Arnold, situada, a su juicio, fuera del momento histórico musical: mientras que la atonalidad, el serialismo y otras corrientes vanguardistas se abrían paso en el mundo de la música culta, Arnold seguía recurriendo a un estilo melódico, tonal, de aire neorromántico, de éxito popular y como continuador de Richard Strauss, Gustav Holst, Dmitri Shostakóvich e incluso Aaron Copland, pero que se situaba al margen del camino irreversible que la música clásica había tomado hacia nuevos sonidos. La crítica también se mostró reticente ante el sentido del humor que sus obras dejaban entrever, lo que le hizo ser considerado como un compositor poco serio. El complejo carácter de Arnold, combinado con este rechazo y los ataques mentales que sufría su tercer hijo, que padecía autismo, le llevaron a un nuevo divorcio en 1975 y a un intento de suicidio.

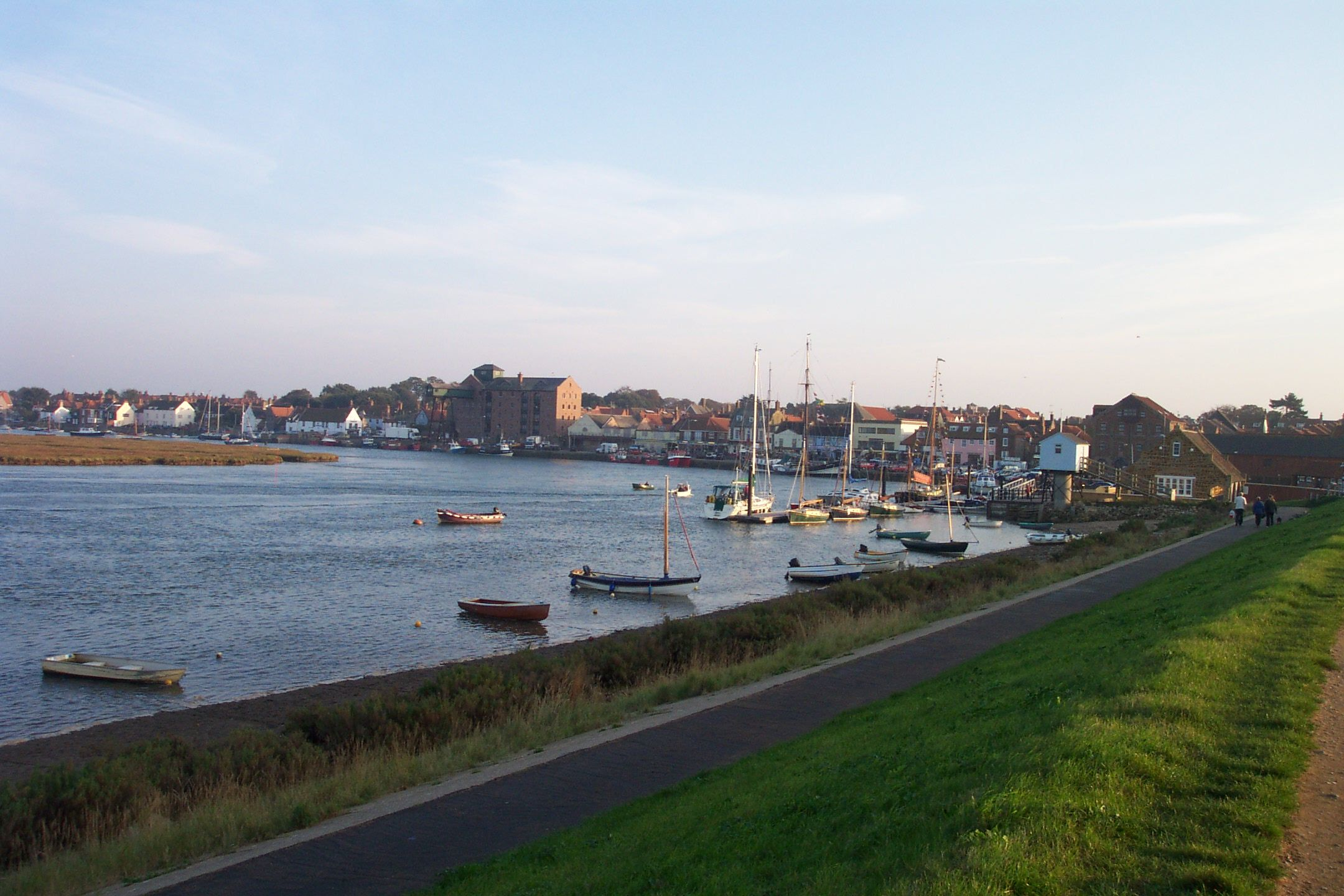
Imagen del condado de Norfolk, último destino de Arnold.

En 1979, tras un nuevo ataque mental, ingresó en el hospital psiquiátrico de St. Andrews, donde permaneció hasta 1984. Durante estos siete años de crisis mental no compuso ninguna obra, lo que contrasta con el frenético ritmo de producción que había llevado anteriormente. Durante esta etapa de crisis mental, en la que Arnold volvería a intentar suicidarse, rompió relaciones con sus hijos, al sentirse incomprendido por ellos. Al ser dado de alta en 1984, y en la más absoluta carencia de dinero, conoció a Anthony Day, asistente social, quien lo alojó en su domicilio y rectificó su situación económica precaria. De esta forma, Day se convirtió en su cuidador y manager comercial.
A partir de la obtención del título de Sir, que la reina Isabel II de Inglaterra le otorgó en 1993, fueron múltiples y variados los homenajes que recibió. En junio de 2006, la Universidad de Northampton le concedió un doctorado honorario en honor a su carrera musical. El mundo de la música inglesa trató así de compensar los años en los que ignoró su producción musical. A pesar de esta rectificación, la crítica especializada aún hoy aparece dividida entre quienes lo consideran un auténtico genio y quienes no ven en él más que un compositor con una extraordinaria facilidad.
Malcolm Arnold dejó la composición en 1990, entre otros motivos debido a su delicado estado de salud. Desde 1984 vivió en Attleborough (Norfolk, Inglaterra) con Anthony Day. Durante esta etapa, declaró no tener ganas de crear más música. Sin embargo, se mostró muy satisfecho de su extensa obra.
El deterioro de su estado de salud fue constante desde 2002, año en el que acudió por última vez a la interpretación de su obra en directo. Murió el 23 de septiembre de 2006 en un hospital de Norwich (Norfolk), a la edad de 84 años, debido a una infección pulmonar, semanas antes de su 85 cumpleaños y de la celebración del Malcolm Arnold Festival, que se convirtió en un homenaje a su vida y su música.

## Bandas sonoras

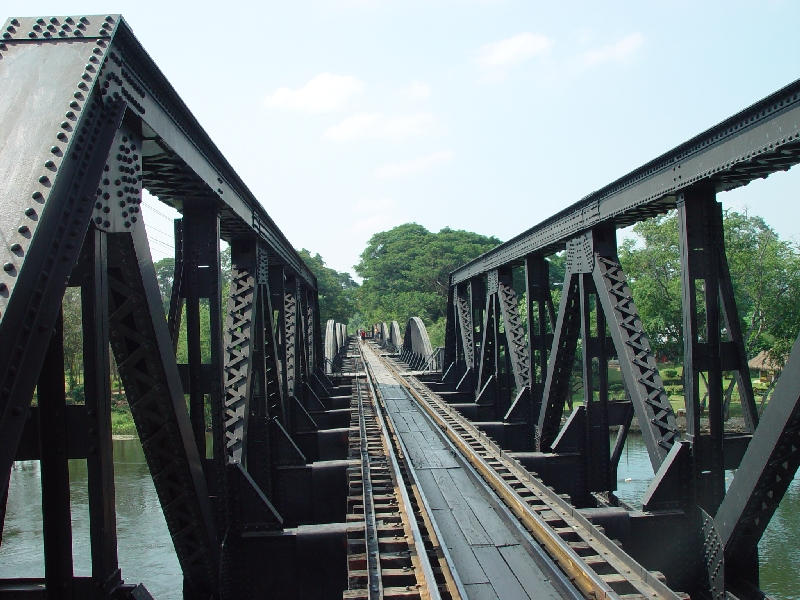
El puente sobre el río Kwai, elemento central de la película del mismo nombre por cuya banda sonora Arnold obtuvo un Óscar.

Sus primeros trabajos en este campo fueron documentales, pero enseguida saltó a la pantalla con Badger's green en 1948. En los años 1950, estableció una sólida relación profesional con David Lean: Arnold pronto se convertiría en su compositor preferido. Fruto de esta relación son las bandas sonoras de las películas El déspota, El puente sobre el río Kwai (por la que Arnold obtendría un Óscar a la mejor banda sonora en 1957 y que compuso en tan solo diez días, tomando para ella la melodía de la Marcha del Coronel Boogey de Kenneth Alford), y La barrera del sonido. 
Otra de sus bandas sonoras más famosas, y por la que obtuvo un premio Premio Ivor Novello a la mejor banda sonora, es la de El albergue de la sexta felicidad (1958), protagonizada por Ingrid Bergman, en la que la orquestación de la canción popular inglesa Knick Knack, Patty Wack se convirtió en una de sus melodías más populares. Un año después, en 1959, compuso, con la colaboración de Buxton Orr, la banda sonora de De repente, el último verano, de Joseph L. Mankiewicz, por la que obtendría una nominación a la mejor banda sonora en los Premios Laurel. A pesar de su enorme éxito en este terreno, Arnold rechazó componer la música de Lawrence de Arabia. El disgusto de su director, David Lean, fue tal que no volvió a dirigirle la palabra a Arnold. Rechazó, igualmente, componer la música de 2001: Una odisea del espacio, de Stanley Kubrick. De ambas decisiones se arrepentiría más adelante.
Tras muchas otras bandas sonoras (a lo largo de su vida compuso más de 100), se despediría de la música para cine en 1970, con David Copperfield, uno de sus trabajos más recordados por el público. A pesar del prestigio y rendimientos económicos que esta actividad cinematográfica le proporcionó, él siempre deseó ser reconocido por su producción musical formal.

### Bandas sonoras
(lista incompleta)
| Año  | Película                                                   |
| ---- | ---------------------------------------------------------- |
| 1948 | Badger's Green                                             |
| 1949 | The Forbidden Street                                       |
| 1952 | La barrera del sonido                                      |
| 1954 | A Prize of Gold (Atraco en las nubes)                      |
| 1954 | El déspota                                                 |
| 1955 | Siete esposas para un marido                               |
| 1955 | Soy una cámara                                             |
| 1956 | Trapecio                                                   |
| 1956 | Puerto África                                              |
| 1956 | 1984                                                       |
| 1957 | El puente sobre el río Kwai                                |
| 1957 | El valor del dinero                                        |
| 1957 | Island in the Sun (Una isla al sol)                        |
| 1958 | Las raíces del cielo, de John Huston                       |
| 1958 | El albergue de la sexta felicidad                          |
| 1958 | La llave                                                   |
| 1960 | Amargo silencio                                            |
| 1960 | De repente, el último verano                               |
| 1960 | Whisky y gloria, de Ronald Neame                           |
| 1961 | Operación Snafu                                            |
| 1962 | Cuando el viento silba                                     |
| 1962 | El león, de Jack Cardiff                                   |
| 1963 | Nine Hours to Rama (Nueve horas de terror), de Mark Robson |
| 1964 | The Chalk Garden (Mujer sin pasado), de Ronald Neame       |
| 1964 | El ataque duró siete días                                  |
| 1965 | Los héroes de Telemark                                     |
| 1969 | El calculador                                              |
| 1970 | David Copperfield                                          |

## Música clásica

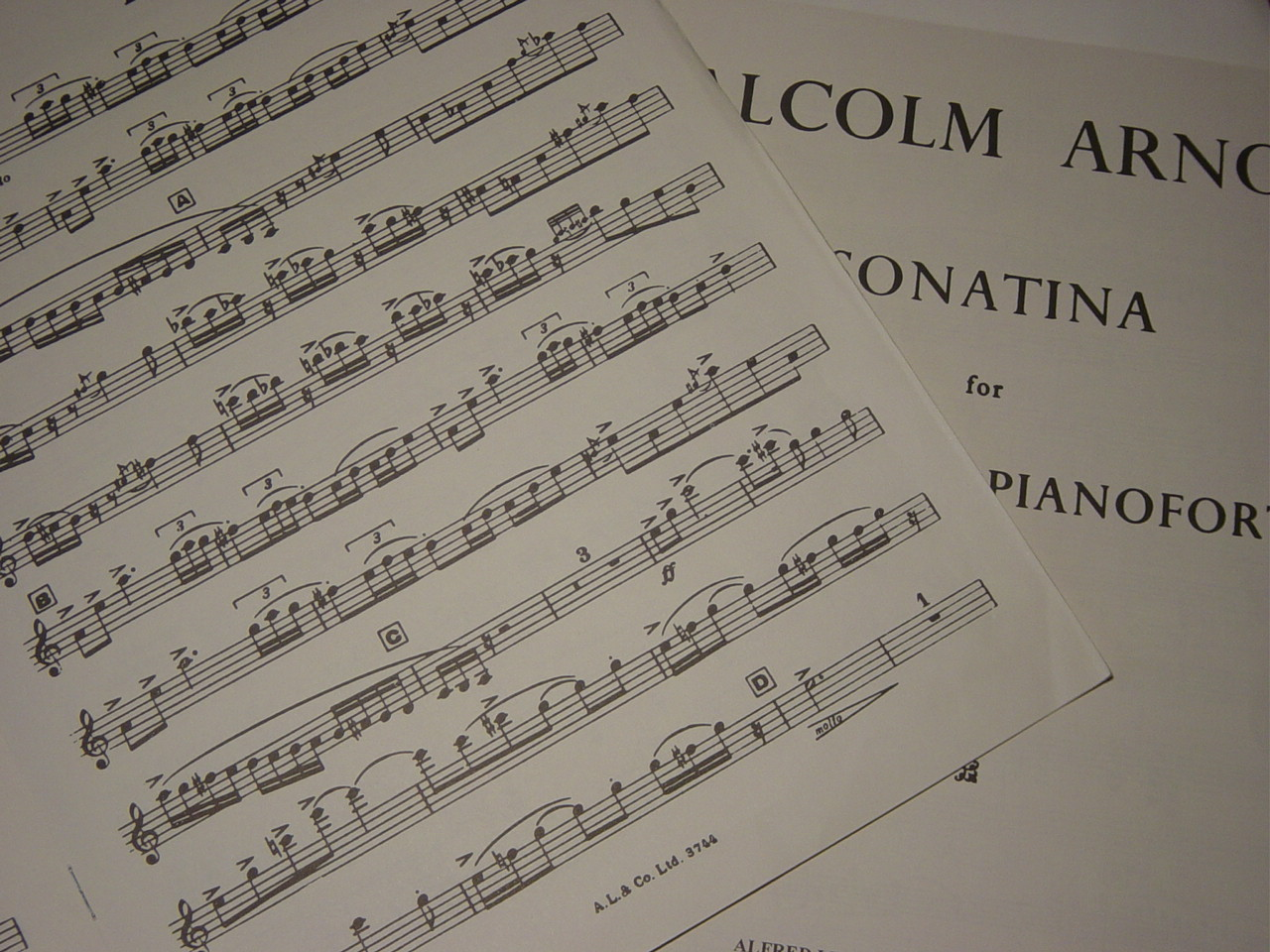
Sonatina para Clarinete y Piano, op. 29 de Malcolm Arnold.

Entre su extensa producción musical clásica (sus obras con número de Opus son 142, aunque compuso otras muchas que no incluyó en esta numeración) destacan sus nueve Sinfonías, compuestas entre 1949 y 1986. Todas ellas reflejan el estado de ánimo del autor, por lo que pueden considerarse autobiográficas. De hecho, la última de ellas fue compuesta, en tan solo dieciocho días, al poco tiempo de ser dado de alta en el hospital psiquiátrico de St. Andrews. Según el propio Arnold, las Sinfonías son el trabajo más importante de su vida, y en ellas se encuentran, de hecho, los principales elementos de su estilo (constantes cambios de textura, el recurso a esencias melódicas tradicionales y un hábil empleo del ritmo y de la orquestación) combinados con lo más comprometido de su personalidad creadora.
En su estilo clasicista destaca el empleo de la disonancia conjugado con bellas partes melódicas, oscilando entre ambas gracias a una particular habilidad creativa y al empleo de técnicas estéticas de gran atractivo que conectan fácilmente con el público. Rechaza cualquier clasificación estilística, basculando entre obras de aspecto innovador y otras de aire más clásico. Su versatilidad le ha permitido componer oberturas orquestales de claro carácter dramático, como Peterloo Overture (1967), a modo de homenaje a las víctimas mortales producidas en una masacre política en Irlanda en el siglo XIX, y otras de tono cómico como A grand, grand overture (1956), hilarante obra orquestal de impecable factura en la que incluye, junto a la orquesta, tres aspiradoras, una pulidora de suelo y cuatro rifles. Se trata de una obra de especial valor simbólico en su producción.
En la segunda mitad de su vida, y como ya se ha señalado, la crítica inglesa se mostró muy reticente ante la música de Arnold, cuya Sinfonía nº 9, por ejemplo, sufrió una absoluta incomprensión. Fruto de estas dificultades fue la imposibilidad de estrenar esta última sinfonía hasta 1992, seis años después de su culminación. La crítica también rechazó su versatilidad creadora: en 1969 dirigió a la Orquesta Filarmónica Real en el estreno del Concierto para Grupo y Orquesta creado por Jon Lord, miembro de Deep Purple, a quien Arnold ayudó en la orquestación de este primer intento de mezcla entre una orquesta clásica y un grupo de rock. Para que los intelectuales tomaran en serio la música de Arnold, la versatilidad de dirigir a Deep Purple una semana y componer una obra para una banda con música viento metal era un obstáculo evidente. Arnold, en cierto modo, era consciente de ello, pero antepuso su impulso creador a la opinión de la crítica especializada.

### Nueve sinfonías

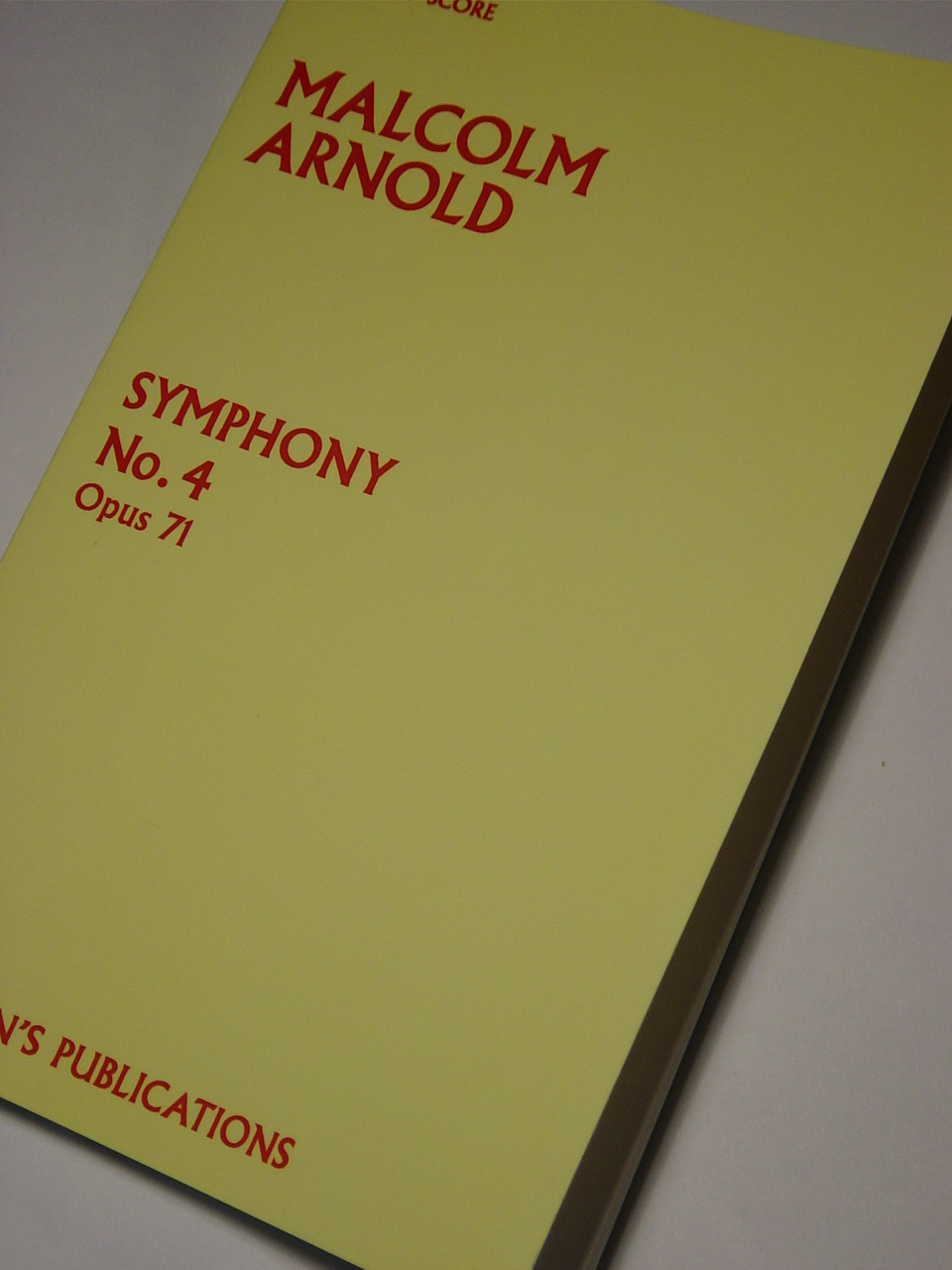
Edición de bolsillo de la Sinfonía n.º 4, op. 71.

Las sinfonías son el principal legado musical de Malcolm Arnold. Aunque poseen elementos comunes, cada una de ellas refleja de diferentes maneras el estilo del autor. Se ha señalado con frecuencia la influencia de Mahler, a pesar del distanciamiento expreso de Arnold del concepto que de la sinfonía tenía el músico austríaco.
Mucho más evidente es la influencia de Shostakovich, lo que le valió a Malcolm Arnold el sobrenombre de "el Shostakovich inglés". Lo cierto es que ambos compositores se conocieron y entablaron amistad cuando Arnold visitó el Festival de Primavera de Praga en 1957 como representante de la Unión de Músicos (Musicians' Union) inglesa. Al parecer, el compositor nacionalista ruso y miembro del Partido Comunista Dmitri Kabalevski estuvo presente en dichos encuentros para asegurarse del "buen comportamiento" de los dos compositores más rebeldes de la música del siglo XX. Otra influencia constante en toda su obra y reconocida por él mismo es la de Berlioz.
Otras influencias geográficamente más cercanas serían las de Edward Elgar, Benjamin Britten, las de su amigo el compositor inglés William Walton, o la orquestación del inglés Gustav Holst en su obra The Planets (Los planetas).
Las sinfonías cubren el período comprendido entre 1949 y 1986, y a pesar de ser piezas importantes en el conjunto de la música inglesa del siglo XX, y en concreto en el recorrido histórico del sinfonismo inglés, son muy poco conocidas fuera del Reino Unido. 
Su primera sinfonía es una obra experimental y poco madura en la que el autor muestra muchos de los elementos estilísticos que aplicará en sus siguientes composiciones, así como su propio concepto de sinfonía. Hasta la cuarta sinfonía, incluyendo esta, el compositor desarrolla su capacidad compositiva en el campo de la sinfonía, y a pesar de su ocasional falta de madurez, es de hecho la segunda la que un mayor éxito tuvo en el momento de su estreno. Su quinta sinfonía es considerada la cúspide de su obra sinfónica. A pesar de ello, en el momento de su estreno la acogida de público y de la crítica fue nefasta. Una crítica en el London Times inglés calificó la sinfonía como "el fruto de una mente creadora en un avanzado estado de desintegración". Otro crítico dijo que "lo mejor que se puede hacer es decir lo menos posible de ella [la quinta sinfonía]". Dichas críticas, muchas del tono de las mencionadas, afectaron seriamente a la moral de Arnold, que terminó por apartarla. No fue hasta los años 1970 cuando, con una grabación dirigida por el propio Arnold, la Quinta Sinfonía recondujo su historia, al comenzar a hacerse popular y a recibir críticas positivas. Hoy es considerada por muchos su mejor obra y una de las más significativas sinfonías inglesas del siglo XX. El otro hito sinfónico de Arnold es su séptima sinfonía. Es la más tensa y disonante de todas sus sinfonías. En nada se parece a sus composiciones más ligeras, ni siquiera a sus otras sinfonías; su aura emocional y la tensión que desprende evitan cualquier amago de indiferencia por parte del oyente, y reafirman, en cierta forma, el carácter "serio" de las sinfonías de Arnold.
Además de las nueve sinfonías, Arnold compuso dos más: una solo para cuerda, en 1946, y que constituyó su primera experiencia sinfónica, y otra para viento metal, en 1978.
| Año  | Obra                 | Detalles                   | Opus |
| ---- | -------------------- | -------------------------- | ---- |
| 1946 | Symphony for Strings | Sinfonía para cuerda       | 13   |
| 1949 | Symphony no. 1       | Sinfonía                   | 22   |
| 1953 | Symphony no. 2       | Sinfonía                   | 40   |
| 1957 | Symphony no. 3       | Sinfonía                   | 63   |
| 1960 | Symphony no. 4       | Sinfonía                   | 71   |
| 1961 | Symphony no. 5       | Sinfonía                   | 74   |
| 1967 | Symphony no. 6       | Sinfonía                   | 95   |
| 1973 | Symphony no. 7       | Sinfonía                   | 113  |
| 1978 | Symphony for Brass   | Sinfonía para viento-metal | 123  |
| 1978 | Symphony no. 8       | Sinfonía                   | 124  |
| 1986 | Symphony no. 9       | Sinfonía                   | 128  |

### Obras orquestales

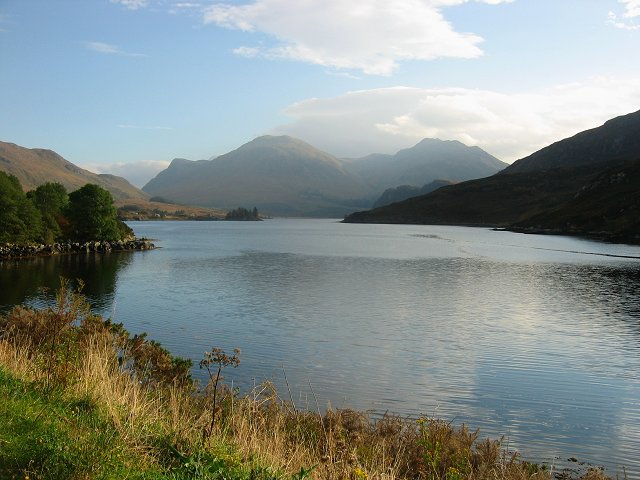
En sus Danzas Escocesas Arnold retrata el paisaje y el folclore escoceses.

Las obras orquestales de Malcolm Arnold, dejando a un lado sus conciertos con solista y sus sinfonías, son principalmente oberturas melódicas, con fuertes reminiscencias del lenguaje musical cinematográfico, muchas de ellas compuestas con fines ceremoniales o conmemorativos por encargo. Son sus obras para orquesta menos densas y más ligeras, destacando sus series de Danzas orquestales ambientadas en diferentes territorios del Reino Unido: dos series de Danzas Inglesas (encargadas por la BBC para un concierto en el que habían de interpretarse las Danzas eslavas de Antonín Dvořák), Danzas Escocesas, Danzas Córnicas, Danzas Irlandesas y Danzas Galesas. A pesar de no ser sus obras más complejas en el apartado técnico, las Danzas Inglesas son, probablemente, las más conocidas de las obras orquestales del compositor.
Entre las oberturas se encuentra la obra que sirvió de carta de presentación a Malcolm Arnold en el mundo de la música inglesa, la obertura Beckus the dandipratt (1943), claramente influenciada por el lenguaje musical estadounidense y la música cinematográfica. El éxito de la obra fue inmediato, y abrió a Arnold las puertas de la composición para el cine.
| Año  | Obra                                              | Detalles             | Opus |
| ---- | ------------------------------------------------- | -------------------- | ---- |
| 1945 | Divertimento for Orchestra                        |                      | 1    |
| 1943 | Larch Trees                                       | Tone poem            | 3    |
| 1943 | Beckus the dandipratt                             | Obertura cómica      | 5    |
|      | Symphonic Suite for Orchestra                     | (Perdida)            | 12   |
| 1948 | Festival Overture                                 | Obertura             | 14   |
| 1948 | The Smoke                                         | Obertura             | 21   |
| 1950 | Divertimento no. 2 for Orchestra                  |                      | 24   |
| 1950 | Serenade for Small Orchestra                      |                      | 26   |
| 1950 | English Dances (Set I)                            | Danzas orquestales   | 27   |
| 1951 | Symphonic Study "Machines"                        |                      | 30   |
| 1951 | A Sussex Overture                                 | Obertura             | 31   |
| 1951 | English Dances (Set II)                           | Danzas orquestales   | 33   |
| 1950 | Rhapsody The Sound of Barrier                     | Adaptación de la BSO | 38   |
| 1954 | Sinfonietta no. 1                                 |                      | 48   |
| 1955 | Tam O'Shanter                                     | Obertura             | 51   |
| 1955 | Serenade for Small Orchestra                      |                      | 53   |
| 1956 | A Grand, Grand Overture                           | Obertura             | 57   |
| 1957 | Four Scottish Dances                              | Danzas orquestales   | 59   |
| 1957 | Toy Symphony                                      |                      | 62   |
| 1957 | Commonwealth Christmas Overture                   | Obertura             | 64   |
| 1958 | Sinfonietta no. 2                                 |                      | 65   |
| 1960 | Carnival of Animals                               |                      | 72   |
| 1961 | Divertimento no. 2 for Orchestra                  | Revisión             | 75   |
| 1962 | Little Suite no. 2 for Orchestra                  |                      | 78   |
| 1964 | Sinfonietta no. 3                                 |                      | 81   |
| 1964 | Sunshine Overture                                 |                      | 83   |
| 1966 | Four Cornish Dances                               | Danzas Orquestales   | 91   |
| 1967 | Peterloo Overture                                 | Obertura             | 97   |
| 1967 | Salute to Thomas Merritt                          |                      | 98   |
| 1968 | Anniversary Overture                              | Obertura             | 99   |
| 1970 | Concerto for 28 players                           |                      | 105  |
| 1972 | The Fair Field                                    | Obertura             | 110  |
| 1973 | A Flourish for Orchestra                          | Obertura             | 112  |
| 1976 | Philharmonic Concerto                             |                      | 120  |
| 1977 | Variations on a Theme of Ruth Gipps for Orchestra |                      | 122  |
| 1986 | Four Irish Dances                                 | Danzas orquestales   | 126  |
| 1988 | Four Welsh Dances                                 | Danzas orquestales   | 138  |
| 1988 | Robert Kett Overture                              | Obertura             | 141  |
| 1990 | A Manx Suite (Little Suite no. 3)                 |                      | 142  |

### Obras de cámara
En la producción musical de Malcolm Arnold destacan sus obras de cámara. Entre ellas, su Sonatina for Clarinet and Piano op. 29 (1951), escrita para su amigo el clarinetista inglés Jack Thurston y con numerosas reminiscencias del jazz (algo que será una constante a lo largo de su obra), es la más conocida e interpretada. De hecho, se ha convertido en indispensable en el repertorio de clarinete, y figura en los programas oficiales de estudios de los principales conservatorios de música del mundo. Son relativamente conocidas también su Sonatina for Oboe and Piano op. 28 (1951), la sonatina y la sonata para flauta así como el quinteto de viento Three Shanties o su trío de viento Divertimento for flute, clarinet and oboe.
| Año  | Obra                                               | Detalles                                        | Opus |
| ---- | -------------------------------------------------- | ----------------------------------------------- | ---- |
| 1943 | Wind Quintet                                       | Quinteto de viento                              | 2    |
| 1943 | Three Shanties                                     | Quinteto de viento                              | 4    |
| 1943 | Trio for Flute, Viola and Bassoon                  | Trío para flauta, viola y fagot                 | 6    |
| 1944 | Quintet for Flute, Violin, Viola, Horn and Bassoon | Quinteto para viento y cuerda                   | 7    |
| 1944 | Two Songs for Voice and Piano                      | Voz y piano                                     | 8    |
| 1944 | Variations on a Ukranian Folk Song                 | Piano                                           | 9    |
| 1945 | Duo for Flute and Viola                            | Dúo para flauta y viola                         | 10   |
| 1947 | Sonata no. 1 for Violin and Piano                  | Sonata para violín y piano                      | 15   |
| 1947 | Children's Suite                                   | Piano                                           | 16   |
| 1947 | Sonata for Viola and Piano                         | Sonata para viola y piano                       | 17   |
| 1947 | Two Bagatelles                                     | Piano                                           | 18   |
| 1948 | Sonatina for Flute and Piano                       | Voz y piano                                     | 19   |
| 1949 | String Quartet no. 1                               | Cuarteto de cuerda                              | 23   |
| 1951 | Sonatina for Oboe and Piano                        | Sonatina para oboe y piano                      | 28   |
| 1951 | Sonatina for Clarinet and Piano                    | Sonatina para clarinete y piano                 | 29   |
| 1952 | Eight Children's Piano Pieces                      | Piano                                           | 36   |
| 1953 | Divertimento for Wind Trio                         | Trío para clarinete, flauta y oboe              | 37   |
| 1953 | Sonatina for Recorder and Piano                    | Sonatina para flauta dulce y piano              | 41   |
| 1953 | Sonata no. 2 for Violin and Piano                  | Sonata para violín y piano                      | 43   |
| 1956 | Piano Trio                                         | Trío para piano                                 | 54   |
| 1957 | Quartet for Oboe and String                        | Cuarteto para oboe y cuerda                     | 61   |
| 1961 | Quintet for Brass                                  | Quinteto de viento-metal                        | 73   |
| 1964 | Five Pieces for Violin and Piano                   | Cinco piezas para violín y piano                | 84   |
| 1965 | Duo for two Cellos                                 | Dúo para violonchelo                            | 85   |
| 1966 | Fantasy for Bassoon                                | Fantasía para fagot                             | 86   |
| 1966 | Fantasy for Clarinet                               | Fantasía para clarinete                         | 87   |
| 1966 | Fantasy for Horn                                   | Fantasía para trompa                            | 88   |
| 1966 | Fantasy for Flute                                  | Fantasía para flauta                            | 89   |
| 1966 | Fantasy for Oboe                                   | Fantasía para oboe                              | 90   |
| 1967 | Travelyan Suite                                    | Suite para grupo de cámara                      | 96   |
| 1969 | Fantasy for Trumpet                                | Fantasía para trompeta                          | 100  |
| 1969 | Fantasy for Trombone                               | Fantasía para trombón                           | 101  |
| 1969 | Fantasy for Tuba                                   | Fantasía para tuba                              | 102  |
| 1969 | Song of Accounting Periods                         | Canción para voz y piano                        | 103  |
| 1971 | Fantasy for Guitar                                 | Fantasía para guitarra                          | 107  |
| 1974 | Two John Donne Songs                               | Dos canciones para tenor y piano                | 114b |
| 1975 | Fantasy for Harp                                   | Fantasía para arpa                              | 117  |
| 1975 | String Quartet no. 2                               | Cuarteto de cuerda                              | 118  |
| 1977 | Sonata for Flute and Piano                         | Sonata para flauta y piano                      | 121  |
| 1986 | Fantasy for Recorder                               | Fantasía para flauta dulce                      | 127  |
| 1986 | Three Fantasies for Piano                          | Tres fantasías para piano                       | 129  |
| 1987 | Fantasy for Cello                                  | Fantasía para violonchelo                       | 130  |
| 1988 | Brass Quintet no. 2                                | Quinteto de viento-metal                        | 132  |
| 1988 | Divertimento for Two Bb Clarinets                  | Dúo para dos clarinetes                         | 135  |
| 1988 | Divertimento for Wind Octet                        | Octeto de viento                                | 137  |
| 1990 | Fantasy for Recorder and String Quartet            | Fantasía para flauta dulce y cuarteto de cuerda | 140  |

### Obras para agrupación con solista

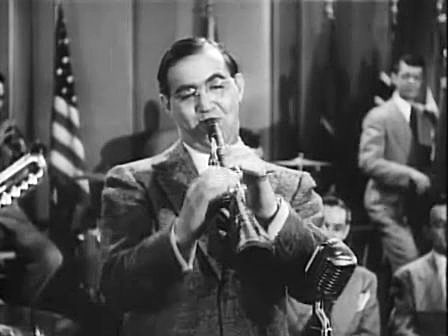
Benny Goodman, destinatario del Concierto n.º 2 para Clarinete de Arnold.

Malcolm Arnold compuso más de una veintena de conciertos para diferentes instrumentos (para clarinete, flauta, oboe, trompa, trompeta, dos violines, chelo,...). Todos ellos fueron dedicados a solistas concretos, razón por la que en todos queda reflejada de una u otra manera el estilo del solista al que iban dirigidos: Benny Goodman (clarinete), Larry Adler (flauta travesera), Julian Lloyd Webber (violonchelo) o Yehudi Menuhin (violín) fueron algunos de sus destinatarios. Entre estos conciertos uno de los más interpretados y conocidos es el Concierto para Guitarra, compuesto originalmente para el guitarrista inglés Julian Bream.
| Año  | Obra                                                            | Detalles                                         | Opus |
| ---- | --------------------------------------------------------------- | ------------------------------------------------ | ---- |
| 1945 | Concerto for Horn and Orchestra                                 | Concierto para trompa y orquesta                 | 11   |
| 1948 | Concerto for Clarinet and Strings no. 1                         | Concierto para clarinete y cuerda                | 20   |
| 1951 | Concerto for Piano duet and Strings                             | Concierto para dúo de piano y cuerda             | 32   |
| 1952 | Concerto for Oboe and Strings                                   | Concierto para oboe y cuerda                     | 39   |
| 1954 | Concerto for Flute and Strings                                  | Concierto para flauta y cuerda                   | 45   |
| 1954 | Concerto for Harmonica and Orchestra                            | Concierto para armónica y orquesta               | 46   |
| 1954 | Concerto for Organ and Orchestra                                | Concierto para órgano y orquesta                 | 47   |
| 1955 | Serenade for Guitar and Strings                                 | Serenata para guitarra y cuerda                  | 50   |
| 1956 | Concerto for Horn and Strings no. 2                             | Concierto para trompa y cuerda                   | 58   |
| 1959 | Five William Blake Songs                                        | Cinco canciones para contralto y orquesta        | 66   |
| 1959 | Concerto for Guitar and Chamber Orchestra                       | Concierto para guitarra y orquesta de cámara     | 67   |
| 1961 | Grand Concerto Gastronomique for Eater, Waiter, Food, Orchestra | Concierto gastronómico                           | 76   |
| 1962 | Concerto for Two Violins and String Orchestra                   | Concierto para dos violines y orquesta de cuerda | 77   |
| 1969 | Concerto for Two Pianos (3 hands)                               | Concierto para dos pianos (a 3 manos) y orquesta | 104  |
| 1970 | Fantasy for Audience and Orchestra                              | Fantasía para público y orquesta                 | 106  |
| 1971 | Concerto for Viola and Chamber Orchestra                        | Concierto para viola y orquesta de cámara        | 108  |
| 1972 | Concerto for Flute and Orchestra no. 2                          | Concierto para flauta y orquesta                 | 111  |
| 1974 | Comncerto for Clarinet and Orchestra no. 2                      | Concierto para clarinete y orquesta              | 115  |
| 1975 | Fantasy on a Theme of John Field                                | Fantasía para piano y orquesta                   | 116  |
| 1982 | Concerto for Trumpet and Orchestra                              | Concierto para trompeta y orquesta               | 125  |
| 1988 | Concerto for Recorder and Chamber Orchestra                     | Concierto para flauta dulce y cuerda             | 133  |
| 1988 | Serenade for Tenor and Strings "Contrasts"                      | Serenata para tenor y cuerda                     | 134  |
| 1988 | Concerto for Cello                                              | Concierto para violonchelo y orquesta            | 136  |

### Obras para banda
En sus obras para banda, Arnold pudo explotar al máximo su profundo conocimiento de los instrumentos de viento metal. De hecho, compuso seis obras para brass band, entre las que destacan sus tres Little Suite o la obra ceremonial The Padstow Lifeboat. Las obras de Malcolm Arnold gozan de gran popularidad entre las agrupaciones de viento metal inglesas, mientras que las obras para banda sinfónica son muy poco interpretadas.
| Año  | Obra                              | Detalles              | Opus |
| ---- | --------------------------------- | --------------------- | ---- |
| 1953 | Flourish for a 21st Birthday      | Banda de viento-metal | 44   |
| 1957 | HRH The Duke of Cambridge March   | Banda militar         | 60   |
| 1960 | March: Overseas                   | Banda militar         | 70   |
| 1963 | Little Suite no. 1 for Brass Band | Banda de viento-metal | 80   |
| 1964 | Water Music                       | Banda de viento       | 82   |
| 1967 | Little Suite no. 2 for Brass Band | Banda de viento-metal | 93   |
| 1967 | The Padstow Lifeboat              | Banda de viento-metal | 94   |
| 1973 | Fantasy for Brass Band            | Banda de viento-metal | 114a |
| 1987 | Litlle Suite no. 3 for Brass Band | Banda de viento-metal | 131  |
| 1989 | Flourish for a Battle             | Banda de viento       | 139  |

### Obras corales
| Año  | Obra                        | Detalles      | Opus |
| ---- | --------------------------- | ------------- | ---- |
| 1950 | Psalm 150 (Laudate Dominum) | Coro y órgano | 25   |
| 1952 | Two Ceremonial Psalms       | Coro          | 35   |
| 1955 | John Clare Cantata          | Coro          | 52   |
| 1956 | Song of Praise "John Clare" | Coro          | 55   |
| 1959 | The Song of Simeon          | Coro          | 69   |
| 1972 | Song of Freedom             | Coro          | 109  |
| 1976 | The Return of Odysseus      | Coro          | 119  |

### Obras escénicas
| Año  | Obra                | Detalles | Opus |
| ---- | ------------------- | -------- | ---- |
| 1952 | The Dancing Master  | Ópera    | 34   |
| 1953 | Homage to the Queen | Ballet   | 42   |
| 1954 | Rinaldo and Armida  | Ballet   | 49   |
| 1956 | The Open Window     | Ópera    | 56   |
| 1959 | Sweeney Todd        | Ballet   | 68   |
| 1963 | Electra             | Ballet   | 79   |
| 1967 | The Turtle Drum     |          | 92   |

## Premios y distinciones
Premios Óscar
| Año  | Categoría                   | Película                    | Resultado |
| ---- | --------------------------- | --------------------------- | --------- |
| 1958 | Mejor música – orquestación | El puente sobre el río Kwai | Ganador   |

### Sonido y vídeos
- Mp3 (enlace roto disponible en Internet Archive; véase el historial, la primera versión y la última). de la Fantasía para Corno Op. 88 interpretada por Ivan Schustak en Recital de Schustak (enlace roto disponible en Internet Archive; véase el historial, la primera versión y la última)..
- Página del sello Hyperion con demos de música de cámara de Arnold.
- Mp3s del primer (enlace roto disponible en Internet Archive; véase el historial, la primera versión y la última). y segundo (enlace roto disponible en Internet Archive; véase el historial, la primera versión y la última). movimientos de Three Shanties interpretados por el NNU Woodwind Quintet en Announcements (de un curso de Casey Christopher).
- Mp3 del primer movimiento del Quinteto para metales interpretados por AJ y Nikhil Kacker, trps., Kate Stewart, corno y Avik Chatterjee, eufonio y Matt Pereira, tuba en Umesh Shankar's Recordings Page.
- Mp3 del Allegro con brio, tercer movimiento del Quinteto para metales interpretados por el Quinteto del Berry College.
- Partitura del Quinteto para metales en The Music Library of Dennis Bouriakov.
- Sarabande (enlace roto disponible en Internet Archive; véase el historial, la primera versión y la última). y Polka (enlace roto disponible en Internet Archive; véase el historial, la primera versión y la última). en 2003 LHS Instrumental Fall Concert.
- Mp3 de fragmento de las Cuatro Danzas Escocesas en South Carolina Music Educator's Association - Convention Highlights.

- Video del estreno, en septiembre de 1969, del Concierto para Grupo y Orquesta de Jon Lord, con Deep Purple y la Orquesta Filarmónica Real dirigida por Arnold.
- Gresham College Lecture on Malcolm Arnold December 2007

- Datos: Q313554
- Multimedia: Malcolm Arnold / Q313554